# Земовит Добжинский
Земовит Добжинский (пол. Siemowit dobrzyński; ок. 1265 — 1312) — один из польских князей периода феодальной раздробленности. Князь бжесць-куявский и добжинский в 1267—1288 годах (совместно с братьями Владиславом и Казимиром), князь добжинский в 1288—1293, 1295—1303 и 1305—1312 годах.

## Биография
Земовит был пятым, младшим сыном князя Казимира I Куявского, третьим от его третьего брака с Ефросиньей Опольской, дочерью князя Казимира I Опольского. Представитель куяявской линии династии Пястов.
После смерти князя Казимира I Куявского в 1267 году его владения были разделены между сыновьями. Трое младших сыновей от третьего брака – Владислав, Казимир и Земовит – получили Добжинское княжество и восточную часть Куявии с центом в Бжесць-Куявски, выделенную в самостоятельное княжество. До 1275 года, когда старший из братьев, Владислав, был признан совершеннолетним, они находились под опекой матери. Когда Казимир и Земовит достигли совершеннолетия, братья стали совместно управлять своими владениями.
В 1288 году умер их старший сводный брат Лешек II Черный, князь-принцепс Польши, владевший также Ленчицким княжеством. Братья унаследовали Ленчицу и договорились о разделе своих владений: Владислав Локетек стал единолично править в  Бжесць-Куявском княжестве, Казимир получил Ленчицу, а Земовит – Добжинское княжество.
Управлять приграничным княжеством ему было непросто, и в 1293 году молодой князь попал в плен к литовцам. Он смог бежать из плена лишь спустя два года, в 1295 году. В отсутствие Земовита княжеством управлял его брат Владислав Локетек, который по возвращении вернул ему власть.
После освобождения Земовит стал проводить более независимую политику; около 1296 года он женился на Анастасии, дочери князя Льва Даниловича Галицкого. Этот брак, весьма вероятно, был устроен его братом Владиславом Локетеком.
В 1300 году чешский король Вацлав II был коронован как король Польши, и Земовит принес ему ленную присягу. Два года спустя Земовит занял город Осек в Михаловской земле, в связи с тем, что рыцарь Симон из Осека был должен ему денег и не смог вернуть. В 1303 году племянники Земовита Лешек, Пшемысл и Казимир, контролировавшие Михаловскую землю, выступили против него. Их поддержали подданные Земовита, недовольные проводимой им прочешской политикой. Войска противников Земовита заняли город Добжинь и окрестные земли, а сам он оказался в плену. Княжеством стал управлять Пшемысл Иновроцлавский на правах наместника.
В 1304 году, благодаря вмешательству сохранившего ему верность рыцаря Анджея из Плок, Земовит сбежал из плена. В 1305 году он отвоевал свое княжество, после чего стал поддерживать своего брата Владислава Локетека в борьбе за польский трон. В 1306 году Владислав завоевал трон, и Земовит принес ему ленную присягу. В том же году литовцы вновь разорили добжинские земли.
Земовит имел самые разные контакты с ближайшими соседями, в том числе с Тевтонским орденом, поэтому исследователи предполагают, что именно ему принадлежала идея привлечь их на борьбу Польши против маркграфов Бранденбурга за Гданьское Поморье (Померелию). Это имело для Польши печальные последствия. Тевтонские рыцари в 1308 году захватили Померелию, но основали на этой территории собственное государство. Померелия была возвращена Польше только в 1466 году.
Последние годы жизни Земовита были омрачены конфликтом с церковью. В 1310 году он отказался платить десятину и за это был отлучён от церкви вместе с семьёй. Отлучение было снято уже после его смерти, в 1316 году.
Земовит Добжинский умер, вероятно, в 1312 году. Долгое время считалось, что он погиб в 1306 году, во время набега литовцев на его княжество. Однако впоследствии были найдены документы, свидетельствующие о том, что Земовит был жив позже 1306 года. Место его захоронения неизвестно.

## Брак и дети
Около 1296 года князь Земовит Добжинский женился на Анастасии (ум. 12 марта 1335), дочери Льва Даниловича, князя Галицкого, и Констанции, дочери венгерского короля Белы IV. Дети от этого брака:
- Лешек (ок. 1300 — не позднее 10 июля 1316) [1]
- Владислав Горбатый (1303/1305—1351/1352), князь добжинский и ленчицкий
- Казимир (до 1304 — не позднее 10 июля 1316) [2]
- Болеслав (1303/1306—ок.1328), князь добжинский и ленчицкий
- Ютта (ум. не ранее 1313) [3]